# Woodiphora gouteuxi
Woodiphora gouteuxi är en tvåvingeart som beskrevs av Ronald Henry Lambert Disney 1985. Woodiphora gouteuxi ingår i släktet Woodiphora och familjen puckelflugor.
Artens utbredningsområde är Elfenbenskusten. Inga underarter finns listade i Catalogue of Life.